# Matrei in Osttirol
Matrei in Osttirol este un târg din districtul Lienz, landul Tirol, Austria, situat în Parcul Național Hohe Tauern.
1. ↑  Dauersiedlungsraum der Gemeinden Politischen Bezirke und Bundesländer - Gebietsstand 1.1.2018 (în germană), Statistica Austriei, accesat în 10 martie 2019